# Liao Lisheng
 Liao Lisheng  (en chino: 廖力生; Pinyin: Liao Lisheng ) (Jieyang, 29 de abril de 1993) es un futbolista chino que juega en el Shandong Taishan en la Superliga de China.

## Carrera del club
Liao comenzó su carrera en el fútbol profesional con China League Two lado Dongguan Nancheng en 2011. Liao anotó 3 goles en 19 apariciones en la fase de grupos como Dongguan Nancheng terminó el cuarto lugar en el sur grupo y entró en la fase de playoffs. Liao jugó en los 5 partidos en los playoffs , sin embargo Dongguan Nancheng perdió ante el Chongqing FC 3-0 en el global de las semifinales que significaba que no promovieron a Liga de China directamente , y luego perdió a Fujian Smart Hero  2-0 en el tercer puesto de play-off y no entraron a la postemporada de descenso. Liao fue ascendido como capitán del equipo en la temporada 2012 . Aunque Dongguan Nancheng fue considerado como uno de los clubes más populares de la promoción en esta temporada, fue eliminado por terminar el sexto lugar en la fase de grupos. Liao jugó 23 partidos de liga y anotó 4 goles en esta temporada. Liao anotó el gol de la victoria del partido en la segunda ronda de China FA Cup contra el segundo lado tier Tianjin Songjiang el 2 de junio de 2012, es decir, Dongguan Nancheng se convirtió en el primer tercio del club a nivel llegar a la tercera ronda de la FA Cup finalmente terminaron su jornada de la FA Cup en la tercera ronda, donde fueron derrotados por Shandong Luneng 4 -0, el 27 de junio de 2012.
Liao fue transferido al Guangzhou Evergrande junto con sus compañeros de equipo Colmillo Jingqi, Yang Chaosheng, Li Weixin, Hu Weiwei, Zhang y Wang Rui Xingbo en noviembre de 2012. En julio del 2016 ganó la Copa Nacional China siendo pieza clave (ya que convirtió los 2 goles en la victoria 2-0 vs el Shangai Shenua) en la final luego de entrar por el lesionado Zhao Xuri.

## Career statistics
| Total de Clubes | Total de Clubes      | Total de Clubes  | Liga  | Liga  | Copa                | Copa                | Copa de la Liga | Copa de la Liga | Continental | Continental | Total | Total |
| Temporada       | Clubes               | Liga             | Part. | Goles | Part.               | Goles               | Part.           | Goles           | Part.       | Goles       | Part. | Goles |
| China           | China                | China            | Liga  | Liga  | Copa Nacional China | Copa Nacional China | SLC Copa        | SLC Copa        | Asia        | Asia        | Total | Total |
| --------------- | -------------------- | ---------------- | ----- | ----- | ------------------- | ------------------- | --------------- | --------------- | ----------- | ----------- | ----- | ----- |
| 2011            | Dongguan Nancheng    | China League Two | 24    | 4     | -                   | -                   | -               | -               | -           | -           | 24    | 4     |
| 2012            | Dongguan Nancheng    | China League Two | 23    | 4     | 0                   | 0                   | -               | -               | -           | -           | 26    | 5     |
| 2013-2016       | Guangzhou Evergrande | Super Liga China | 21    | 2     | 2                   | 2                   | -               | -               | 0           | 0           | 23    | 4     |
| Total           | Total                | Total            | 48    | 8     | 2                   | 2                   | 1               | 0               | 0           | 0           | 73    | 13    |

## Títulos

### Club
Guangzhou Evergrande
- Super Liga China: 2013
- AFC Champions League: 2013
- Super Liga China: 2015
- Copa Nacional China: 2016